# Kostel svatého Ladislava (Necpaly)
Kostel svatého Ladislava je římskokatolický kostel v Necpalech, okrese Martin na Slovensku. Zasvěcený je svatému Ladislavu, uherskému králi. V období reformace sloužil evangelické církvi.

## Poloha
Kostel se nachází na jižním okraji obce, na vyvýšené terase. Obklopen je hřbitovem, který je ze tří stran obehnán kamennou zdí.

## Farnost
Kostel byl farním kostelem farnosti Necpaly, která zahrnovala obce Belá-Dulice, Žabokreky, Folkušová, Ďanová a Blatnica. Od 70. let 20. století farnost nebyla obsazena a byla spravována ex-currendo z Turčianskeho Petra. 1. února 1994 v rámci reorganizace farností banskobystrické diecéze byla farnost Necpaly zrušena a kostel se stal filiálním kostelem farnosti Turčiansky Peter. Do této farnosti byla začleněna celá původní farnost s výjimkou Blatnice, která byla přičleněna k farnosti Mošovce a Daňové, která byla přičleněna k farnosti Valča.

## Stavba
Raně gotický kostel byl postaven v polovině 13. století, přičemž některé zdroje uvádějí rok 1222, jiní autoři kladou vznik kostela do období let 1250–1260. Kolem roku 1320 byla ke kostelu přistavěna sakristie. V 14. a 15. století byl kostel opraven. Koncem 16. století loď byla zaklenuta valenou klenbou. Při této úpravě se část nástěnných maleb dostala do prostoru půdy. V 80. letech 20. století byla provedena velká oprava a úprava interiéru a zároveň se udělaly úpravy snižující vlhkost budovy.

## Interiér
Pod kostelem se nachází krypta, kde byli pohřbíváni příslušníci rodiny Justhů, kteří byli patrony kostela a farnosti. Při úpravách v 20. století byl vchod do krypty zabetonován a vstup do ní není možný.
Nejvzácnější památkou jsou zachované fresky v sanktuáriu, jakož i na půdě kostela. Předpokládá se, že fresky se nacházejí i pod malbou v lodi kostela, podrobný umělecko-historický průzkum však nebyl proveden. Tyto fresky byly vyhlášeny nařízením vlády Slovenské republiky z 11. června 1991 národní kulturní památkou, spolu s freskami v jiných kostelích, jako soubor středověkých nástěnných maleb.

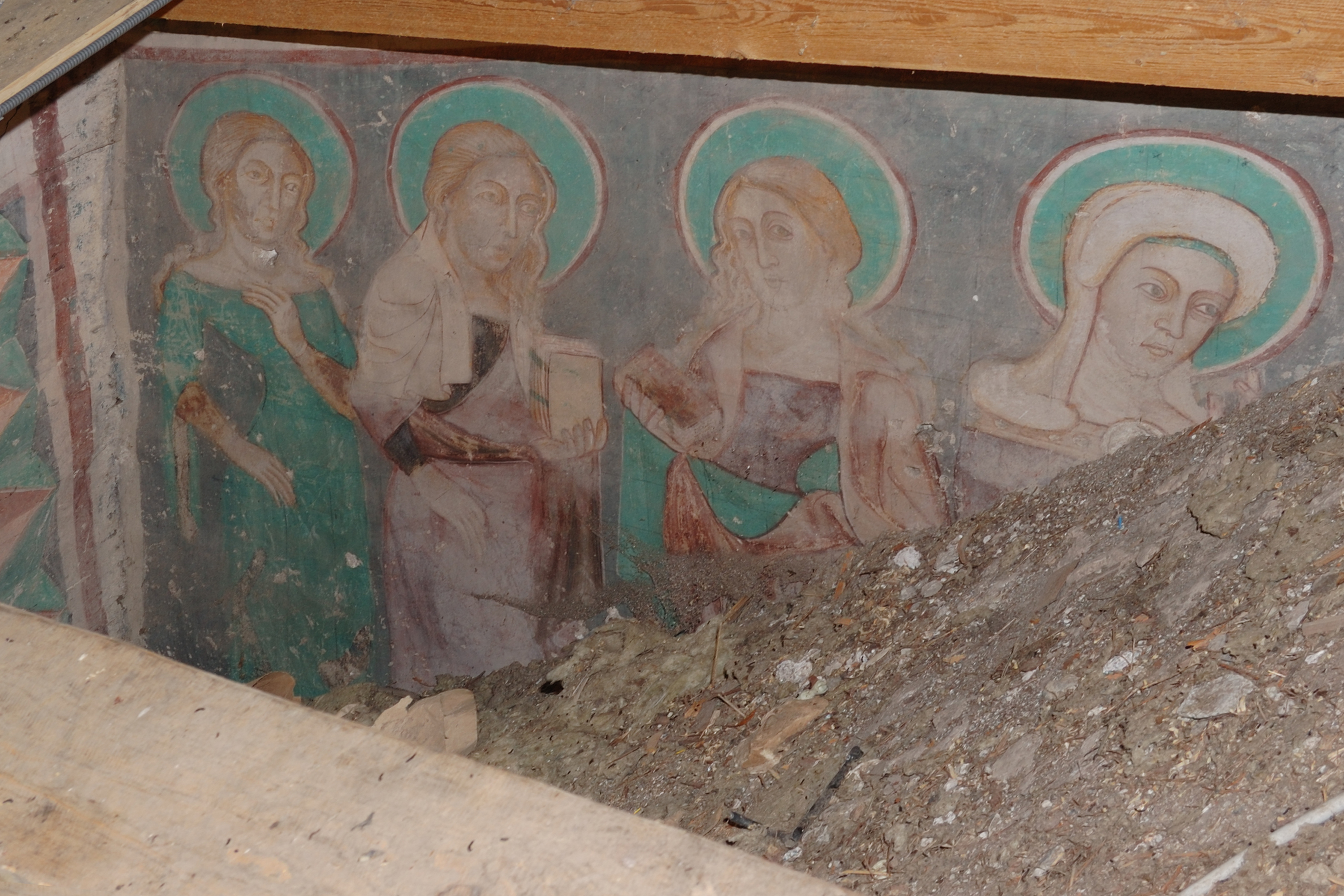
Obraz světic (půda, vlevo nad triumfálním obloukem, východní stěna)
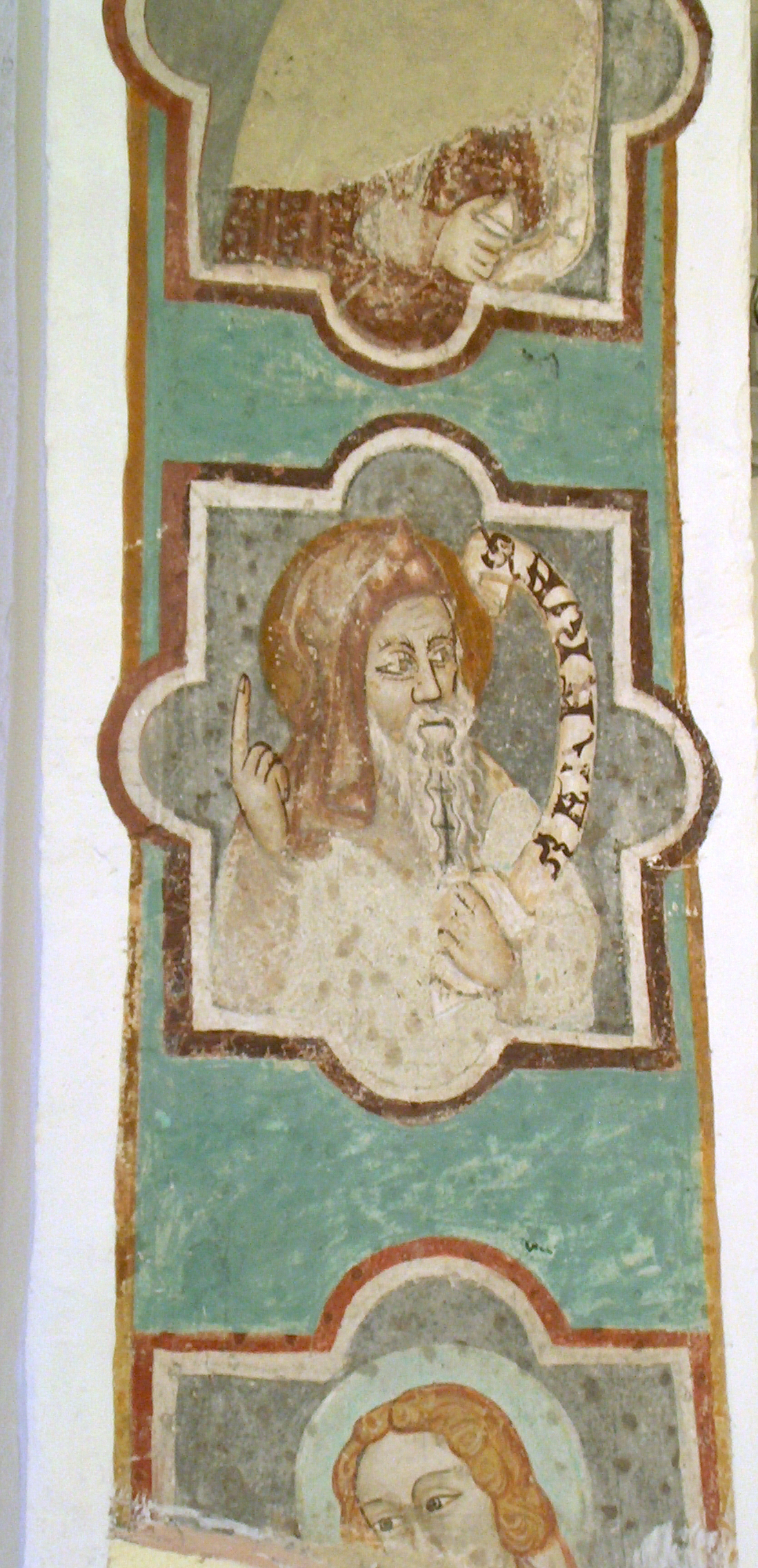
Hlavy proroků (triumfální oblouk)
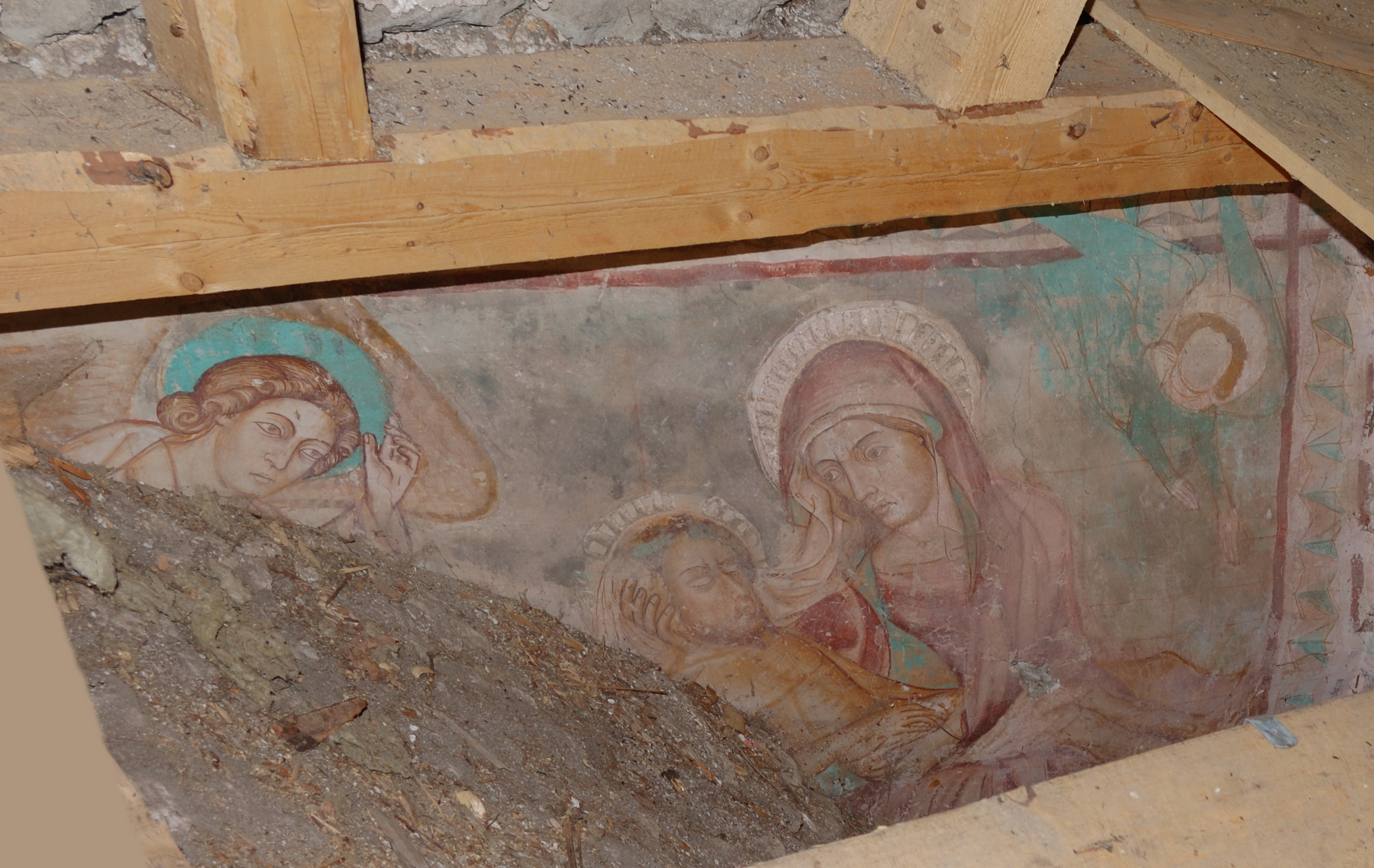
Pieta (půda, vpravo nad triumfálním obloukem, východní stěna)

Součástí interiéru byla gotická socha Madony, která byla začátkem 20. století převezena do Muzea krásných umění v Budapešti . Po reorganizaci muzea se socha stala součástí sbírek Maďarské národní galerie v Budapešti.